# M5 Industries
M5 Industries (M5i) est une entreprise d'effets spéciaux basée à San Francisco en Californie et fondée par Jamie Hyneman.
Ses installations servent pour l'émission MythBusters.